# Бои за Херсон (2022)
Бои́ за Херсо́н в 2022 году́ — боевые действия между ВС РФ и ВСУ на территории города Херсона и Херсонской области в ходе вторжения России на Украину в 2022 году. Первая фаза боёв началась 24 февраля и закончилась 3 марта 2022 года оккупацией города ВС РФ, вследствие чего была сформирована оккупационная «Военно-гражданская администрация Херсонской области».
Позднее, во второй фазе боёв, 29 августа 2022 года началось контрнаступление ВСУ в Херсонской области. Пиковая фаза боевых действий за город и окрестности пришлась на октябрь. 9 ноября 2022 года российское командование сообщило об отступлении ВС РФ и сдаче Херсона, а 11 ноября — о завершении отступления с правого берега Днепра. Украинские войска без боя вошли в город.

## Силы сторон

### Россия
По данным военного аналитика Сергея Грабского, в Крыму были сосредоточены около 90 тысяч российских военных, из них в первый день вторжения в Херсонскую область выдвинулись 35 тысяч.
Задействованные подразделения:
- 7-я гвардейская десантно-штурмовая дивизия[13];
- 58-я общевойсковая армия:
  - 42-я гвардейская мотострелковая дивизия[14];
- спецназ[15].

### Украина
По данным Сергея Грабского, в Херсонской области находились 15 тысяч украинских военнослужащих.

## Ход боевых действий

### 24 февраля
Около 3:45 ночи российские войска пытались прорваться со стороны Крыма через контрольно-пропускной пункт «Каланчак». В 8:45 Государственная пограничная служба Украины опубликовала видео из КПП «Чонгар», на котором российские войска продвигаются в сторону Херсонской области. Около полудня были опубликованы видео, свидетельствующие о нахождении российских войск около Каховской ГЭС.
Вечером Геннадий Лагута заявил, что ведутся бои за Антоновский мост.
В первый день российским войскам удалось продвинуться на 60 километров вглубь украинской территории, приблизившись к Херсону и обеспечив доступ России к Северо-Крымскому каналу.

### 25 февраля
Днём украинские силы в районе Антоновского моста, вероятно, ещё находились на левом берегу Днепра, однако к вечеру отступили и мост был захвачен россиянами. Сообщалось, что российские войска заняли Херсон.

### 26 февраля
Ночью украинским войскам удалось отбить Херсон и Новую Каховку, проходили бои на Антоновском мосту. Украинская сторона заявила, что второй эшелон российских войск пошёл в наступление на Таврийск.

### 27 февраля
Российские войска предприняли неудачную попытку захвата Херсона. Украинским войскам удалось сбить Су-25 и Ми-24, а дроном Байрактар ТБ-2 был нанесён удар по российской колонне около Херсонского аэропорта.

### 28 февраля
Российские войска окружили Херсон.

### 1 марта — бой в Сиреневом парке

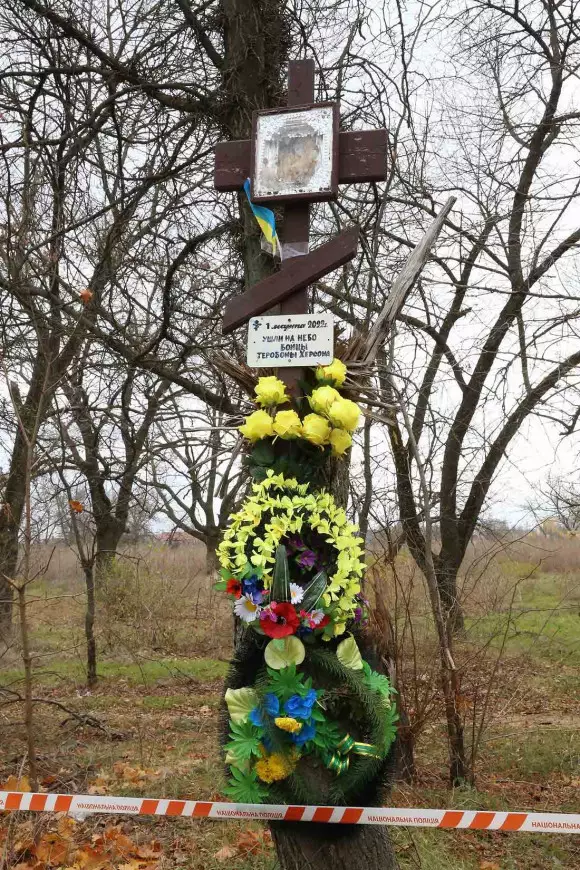
Импровизированный памятник бойцам херсонской территориальной обороны в Сиреневом парке

Российские войска вошли в Херсон. В городе не было коммуникации между властью и населением, и люди не знали, что делать. Часть местных жителей самоорганизовалась в отряды местной территориальной обороны. Утром 1 марта с коктейлями Молотова и стрелковым оружием они вышли оборонять город. Около 20 обороняющихся собрались в Сиреневом парке. На них выдвинулись около 100 военных РФ на бронетехнике. Россияне открыли огонь, попадая в украинских волонтеров и в идущих на работу гражданских. В ходе короткого боя обороняющиеся не успели ничего предпринять. Почти все они погибли: при попытке остановить российские войска были убиты 36 бойцов территориальной обороны города. Еще около 5 человек были убиты на круговом перекрестке неподалёку. Тела оставались на месте боя в течение нескольких дней, россияне не разрешали их забирать.
Обозреватели предполагают, что обречённое противостояние в херсонском парке могло быть результатом как поспешного отступления украинских военных, так и предательства со стороны пророссийски настроенных силовиков Украины. Украинские чиновники говорят, что невзорванные мосты в Херсонскую и Запорожскую область были ошибкой, которая помогла России. Оказавшаяся в меньшинстве армия Украины отступила из Херсона в Николаев. По словам украинских чиновников, в украинские службы безопасности были внедрены российские агенты, а проводимые Украиной чистки являлись медленными и малоэффективными. Результатом предательства стали большие людские потери. 1 апреля 2022 президент Украины Зеленский уволил и лишил звания двоих старших чиновников СБУ, включая руководителя херсонского отделения, и обвинил их в нарушении присяги на верность. Один из служащих СБУ был арестован за предполагаемую передачу карт минных полей и координацию российских авиаударов.
В военном плане самопожертвование в Сиреневом парке ничего не достигло, однако стало символом сопротивления города.
В Сиреневом парке Херсона установлен небольшой мемориал — несколько венков с мемориальной доской с крестом и небольшим флагом Украины наверху — в память убитых добровольцев.

### 2 марта
Представитель Министерства обороны Украины заявил, что по состоянию на полдень украинские силы сохраняют ячейки сопротивления в Херсоне, однако днём городской голова Игорь Колыхаев объявил об отсутствии украинских сил в городе, при этом заявив, что украинский флаг останется на здании администрации.

## Во время российской оккупации
Херсон был единственным областным центром, захваченным Россией с начала полномасштабного вторжения. На протяжении восьмимесячной оккупации оставшиеся мирные жители оказывали силам РФ ожесточённое сопротивление, включая нападения на назначенных РФ чиновников и закладку бомб. Россия в оккупированном регионе ввела российский рубль и российскую мобильную связь, украинское телевидение было отключено, запрещены протесты. Украинские чиновники, отказавшиеся сотрудничать с РФ, в том числе мэр Херсона Игорь Колыхаев, были похищены, были организованы тюрьмы (5 в Херсоне и 4 в области), куда заключали недовольных, где их пытали и угрожали смертью. Херсон был незаконно аннексирован Россией в сентябре 2022. Через несколько недель российские войска отступили на левый берег Днепра, оставив после себя мины-ловушки.
С 15 марта украинская армия нанесла артиллерийский удар по аэропорту Херсон в Чернобаевке. В результате, по данным спутниковой съёмки, было уничтожено не менее трёх боевых вертолётов и повреждено несколько единиц военной техники поблизости.
Советник руководителя Офиса президента Украины Алексей Арестович заявил, что по предварительной информации при обстреле аэродрома в Чернобаевке был убит генерал-лейтенант Андрей Мордвичев, однако 28 марта было опубликовано недатированное видео с живым Мордичевым. Статус генерала остался неподтверждённым.
По заявлению Пентагона, к 25 марта российские власти частично утеряли контроль над городом; по уточнениям CNN, опросы местных гражданских не смогли подтвердить существенных изменений ситуации.
27 апреля центр Херсона был обстрелян в районе телебашни. По утверждению российских СМИ, обстрел вёлся со стороны украинских войск. Российская сторона утверждает, что удар был нанесён тремя ракетами «Точка-У», две из которых были сбиты. После обстрела у некоторых жителей перестали работать российские телеканалы.
Министерство обороны России заявило, что 16 мая украинские силы обстреляли из РСЗО «Смерч» жилые районы Херсона, и что все 10 ракет были сбиты средствами ПВО. Представители России также утверждали, что в городе нет российских войск, и что целью удара было мирное население. Независимого подтверждения эти заявления не получили.
По сообщению Wilson Center, уже к концу мая город покинуло до 40 % его довоенного населения.
В конце июня украинские официальные лица начали призывать жителей оккупированной Россией южной Украины бежать в Крым ради уменьшения потерь среди гражданских.

## Деоккупация
18 октября 2022 года Сергей Суровикин заявил о «непростой» военно-тактической ситуации на херсонском направлении, подтвердив проблемы со снабжением военной группировки на правом берегу Днепра. BBC отметило, что при этом Вооружённые силы Украины, скорее всего, не желают брать Херсон штурмом и даже не стали уничтожать возведённые российские переправы, давая российским войскам возможность уйти.
9 ноября 2022 года российское командование сообщило о сдаче Херсона. 11 ноября в Главном управлении разведки Минобороны Украины объявили, что в Херсон заходят части ВСУ.

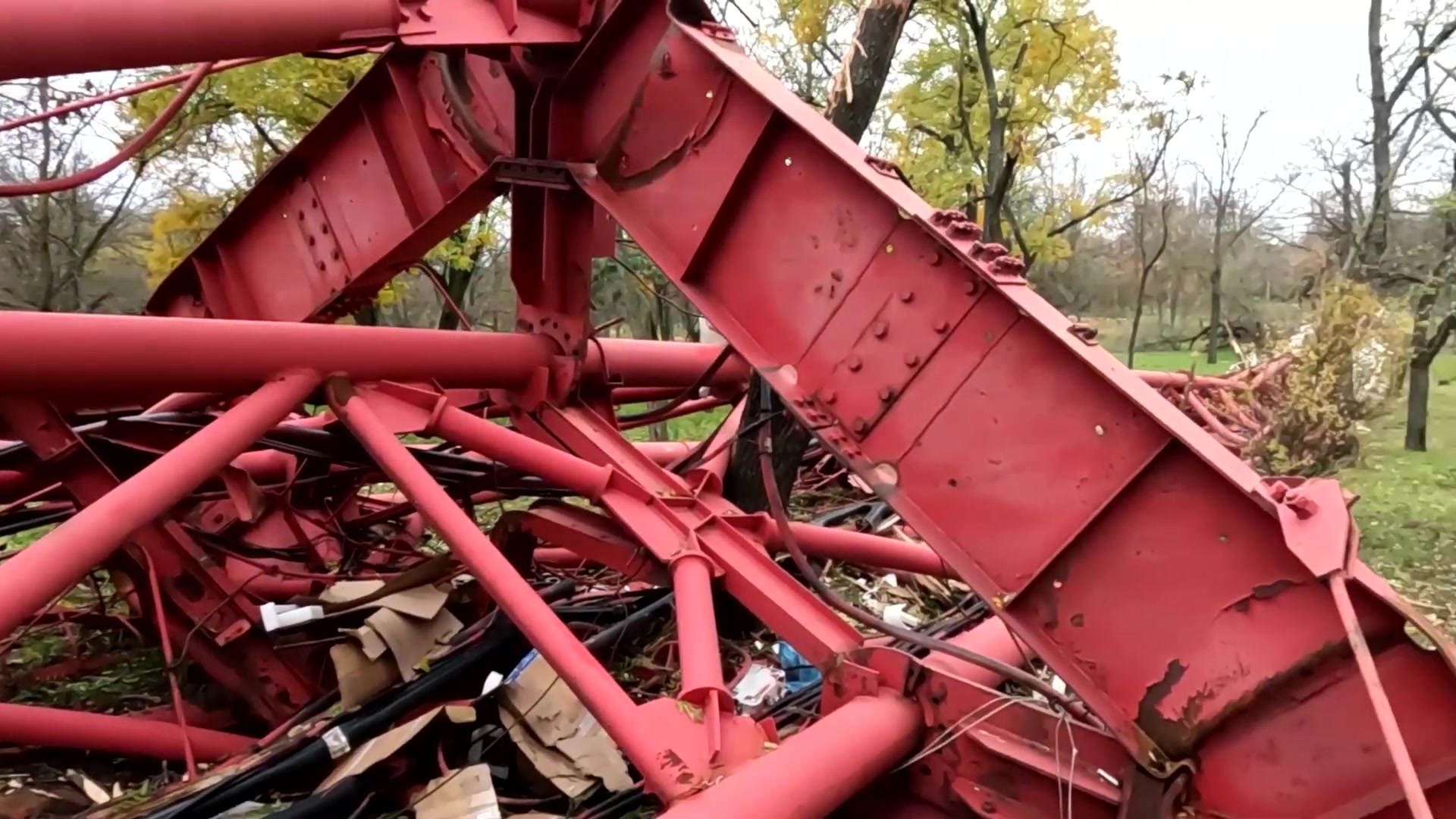
Херсонская телебашня, взорванная российской армией перед отступлением

Перед оставлением города российские войска разрушили его основную инфраструктуру, включая энерго- и водоснабжение, телевышку и телецентр, Антоновский мост и не менее 6 других мостов в Херсонской области, а также забрали экспонаты основных музеев города (краеведческого и художественного), часть собрания областной научной библиотеки и несколько памятников историческим деятелям.

## Обстрелы Херсона
После отступления из Херсона российская армия начала его регулярные обстрелы. Так, обстрелами 14 и 19 декабря 2022 года было частично разрушено здание областной администрации; обстрелом центра города 24 декабря были убиты 10 человек и ранены 58, 27 декабря было обстреляно родильное отделение больницы, 29 декабря 2022 и 23 марта 2023 — областной кардиологический диспансер, в новогоднюю ночь и 16 января — детская больница, 29 января — ещё одна больница и прочие объекты (трое погибших), 3 февраля — супермаркет «Эпицентр», 12 февраля — концертный зал «Юбилейный». 3 мая 2023 года массированным обстрелом Херсона и области были убиты 24 и ранены более 40 человек. Осенью 2023 года обстрелами была разрушена Херсонская областная научная библиотека, а в марте 2024 года повреждён Херсонский государственный университет. По данным разведки Великобритании на начало февраля 2023 года, Херсон — самый обстреливаемый город Украины за пределами Донбасса. Цели этих обстрелов неясны; возможно, это попытки сломить моральный дух населения и предотвратить контратаки украинских войск.
«Сафари»
По данным британского издания The Economist, Херсон используется российской армией для тренировки операторов ударных дронов. Для этого над прибрежными районами города постоянно баржируют дроны-наблюдатели, ударные же дроны, имеющие меньший ресурс батарей, располагаются на крышах многоэтажных домов. При получении наводки от дрона-наблюдателя, ближайшие ударные дроны поднимаются и наносят прицельный удар. При этом атакам подвергаются в основном отдельные гражданские люди и автомобили. В результате гражданское население избегает передвижения по улицам в дневное время и несет постоянные потери. Местные жители называют такую тактику «сафари».  По данным городской администрации за период лета-осени 2024 года было зафиксировано более 1000 атак на мирных граждан, в результате которых 36 человек погибли и более 1000 были ранены. Также атакам систематически подвергаются магазины, школы, больницы, частные дома, маршрутные автобусы, и пожарные автомобили.

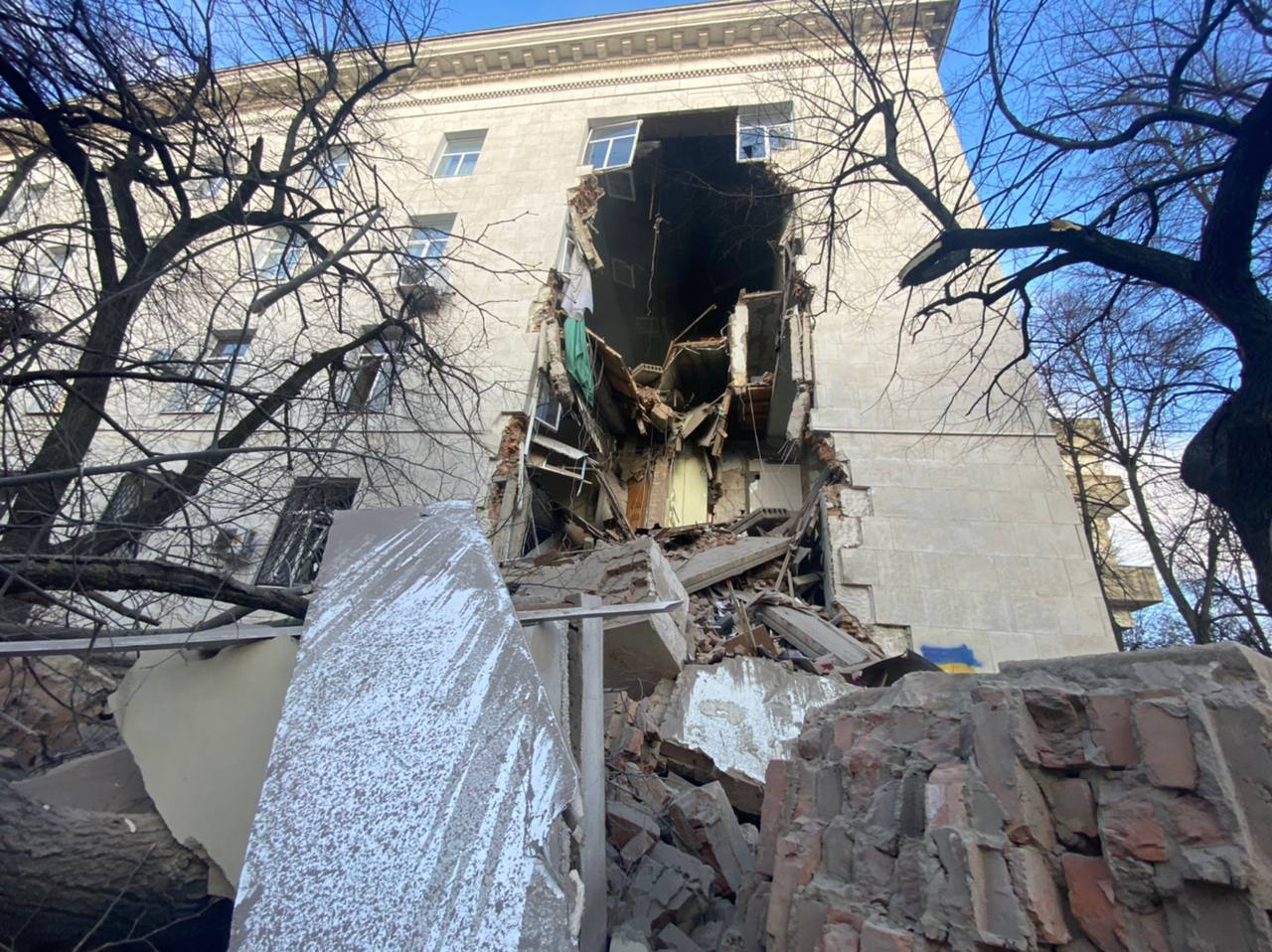
Областная администрация (19 декабря 2022)
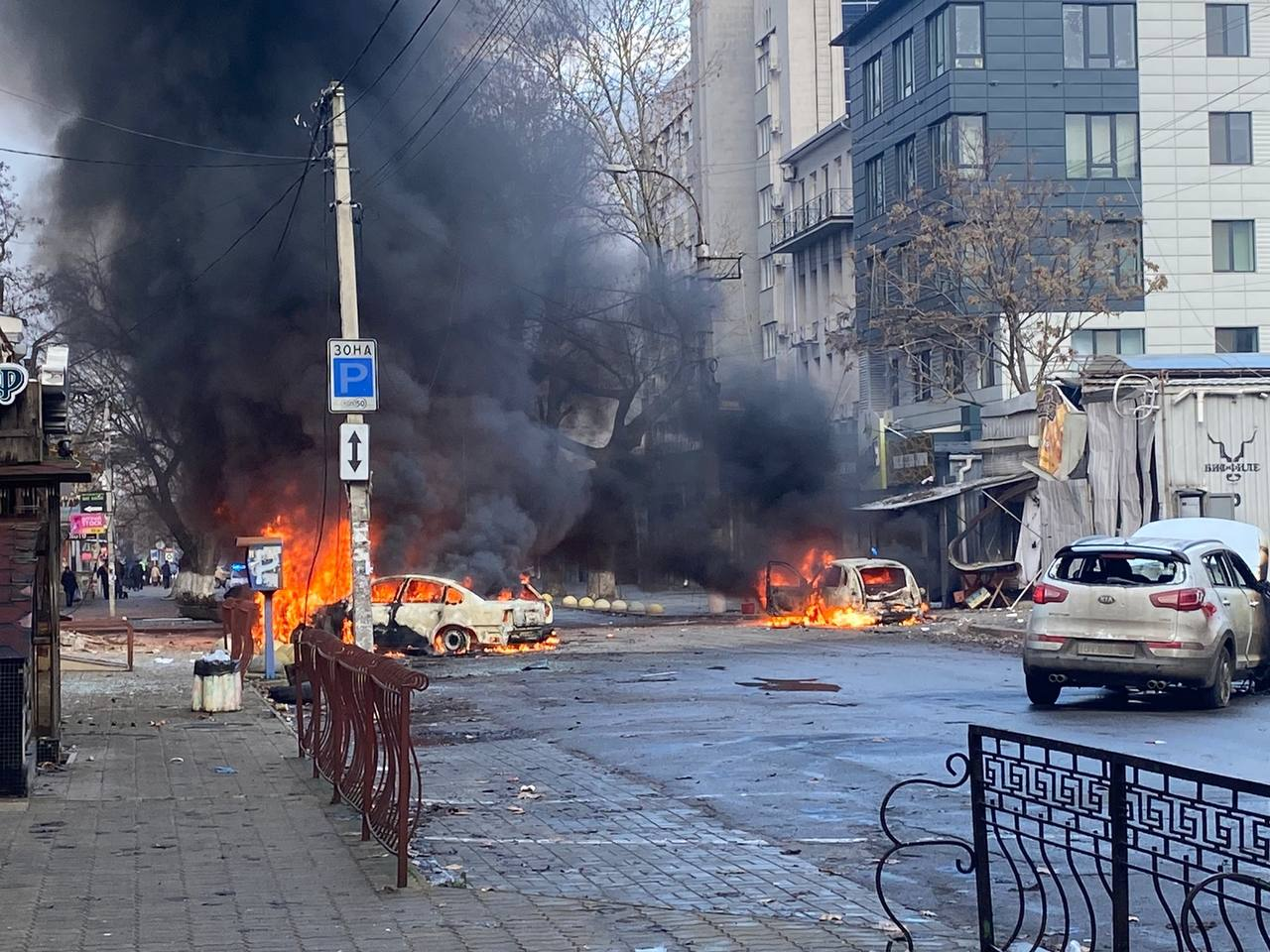
Улица (24 декабря 2022)
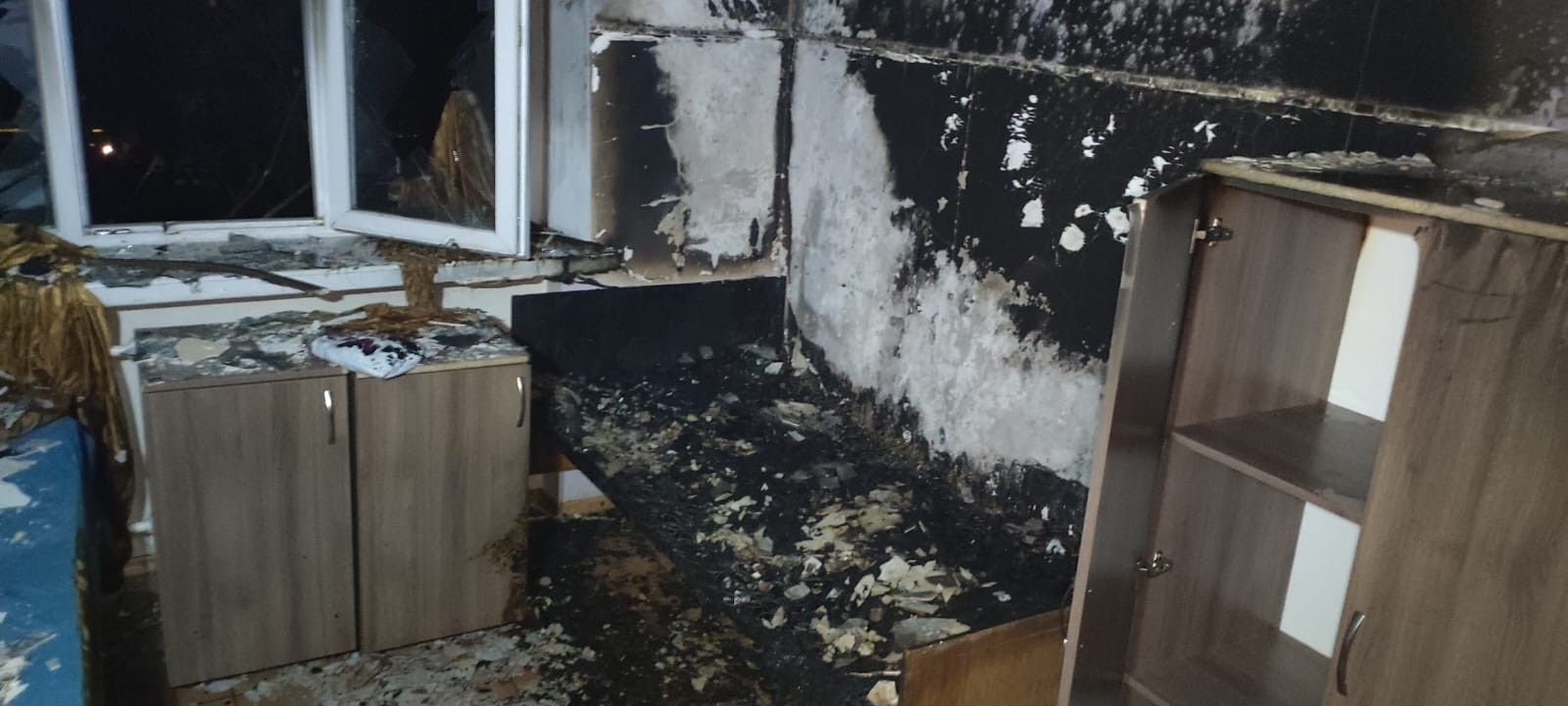
Детская больница (1 января 2023)
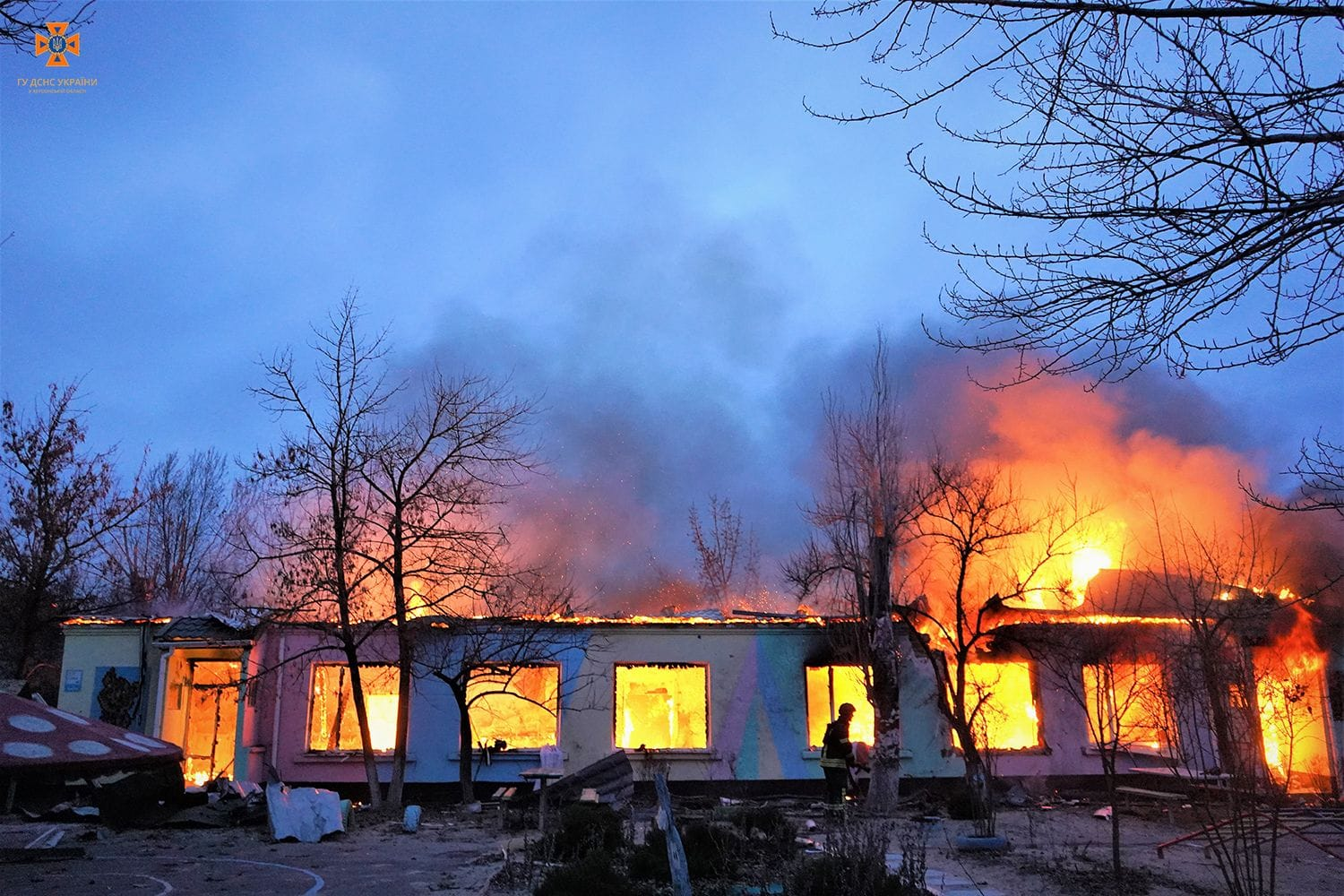
Детский сад (24 февраля 2023)
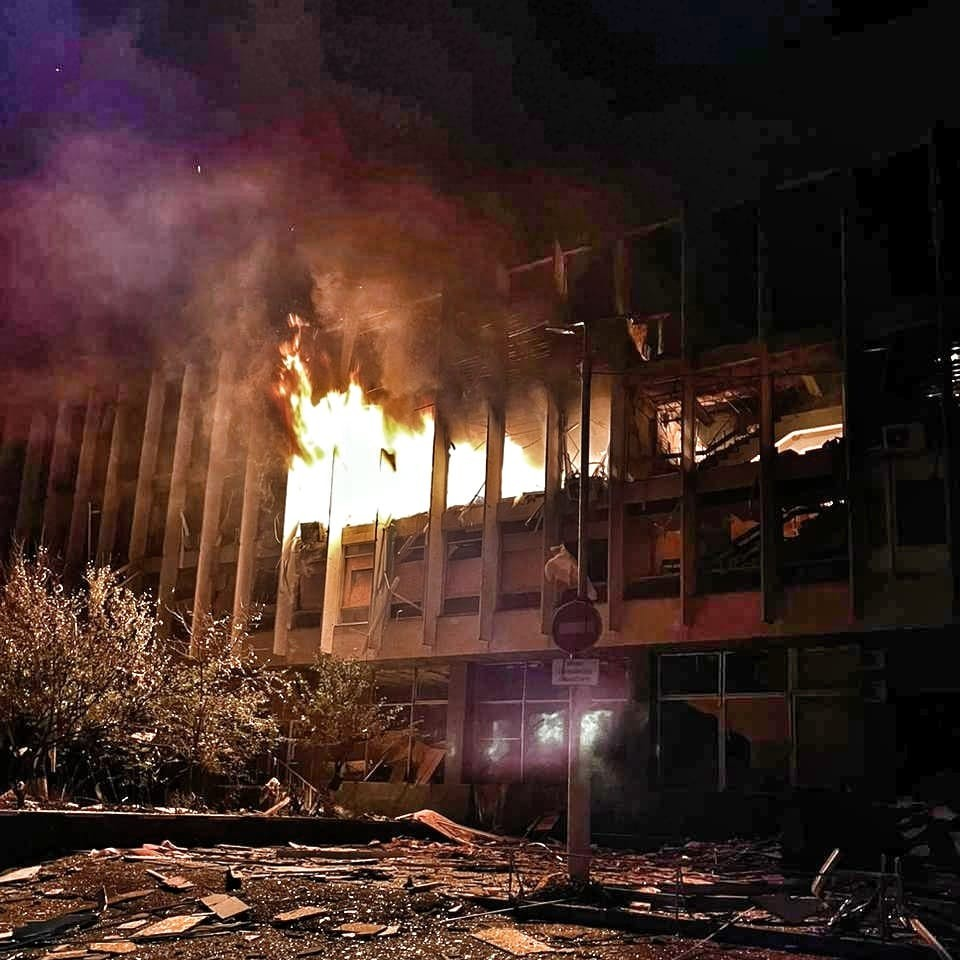
Научная библиотека (12 ноября 2023)
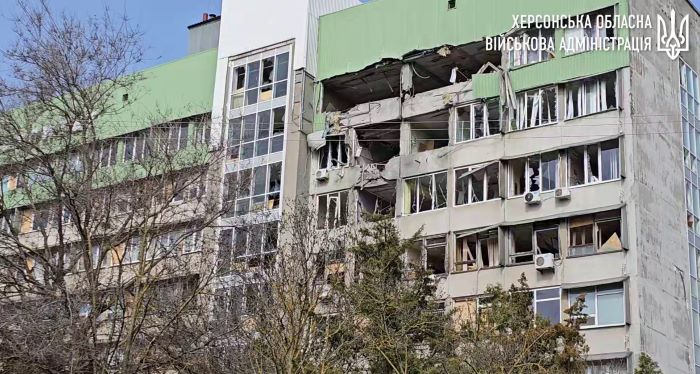
Университет (28 марта 2024)

## Оценка боевых действий

### Быстрое продвижение российской армии
Военный аналитик Сергей Грабский заявил, что во время вторжения украинским войскам приходилось отступать, оказывая «хаотичное сопротивление». По поводу причин быстрого продвижения российской армии Грабский сказал следующее:

В Украине очень любят говорить — «зрада». Зрада тотальная, и все. Но зрада — это не только тотальная измена и сознательное содействие противнику. К зраде можно отнести и головотяпство, халатность, наплевательское отношение к задачам. Этот фактор ни в коем случае отбрасывать нельзя.
Несмотря на слухи о разминировании моста в Чонгаре, Генеральный штаб Вооружённых сил Украины заявил, что мост на самом деле был заминирован, а продвижение российских войск было обусловлено 15-кратным численным превосходством. Генштаб добавил, что оценка правомерности принятых руководством решений будет проведена после окончания войны. О разбирательствах также сказал секретарь Совета национальной безопасности и обороны Украины Алексей Данилов.
Телеканал «Настоящее время» отметил, что на 24 февраля у украинских военных было недостаточно необходимого западного вооружения, крупные поставки которого начались уже после вторжения.

### Состояние после оккупации Херсонской области
Полковник запаса ВСУ Сергей Грабский отметил, что на июнь 2022 года российские войска, оккупирующие регион, столкнулись с логистическими проблемами: так, железнодорожное сообщение является основой российской логистики, однако в Херсонской области всего одна железная дорога. Грабский считает, что российской армии не удастся продвинуться дальше с уже занятых позиций, однако удаётся обстреливать Николаевскую область системами залпового огня.